# Связь в Уганде
В Уганде существует несколько систем связи, включая систему телефонной связи, радио и телепередачи, интернет, почту и несколько газет. За последние несколько лет в Уганде резко возросло число пользователей телефонов и интернета.

## История

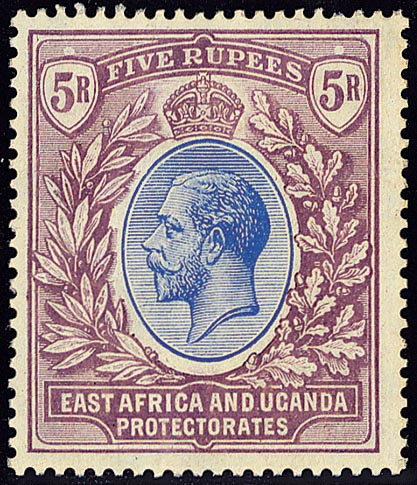
«East Africa and Uganda Protectorates» Марка в пять рупий, 1912 г.

### С 1900 по 1970
Почтовая служба для британской Восточной Африки и Уганды называлась East Africa and Uganda Protectorates и действовала с 1 апреля 1903 года по 22 июля 1920 года. С 1948 по 1977 год доставка почты в Кении, Танзании и Уганде осуществлялась компанией East African Posts and Telecommunications Corporation. С деколонизацией Африки Уганда взяла под свой контроль свою почтовую систему, хотя до 1961 года марки колониальной почтовой системы выпускались наряду с марками Уганды.

### С 1990 по настоящее время
Угандийская «Почтово-телекоммуникационная Корпорация» обладала монополией на сектор связи Уганды до тех пор, пока в 1997 году не был принят закон Уганды о связи. В соответствии с этим законом была создана Комиссия по коммуникациям Уганды (ККУ), которая в настоящее время является регулирующим органом в области связи в Уганде.

## Телефонная сеть

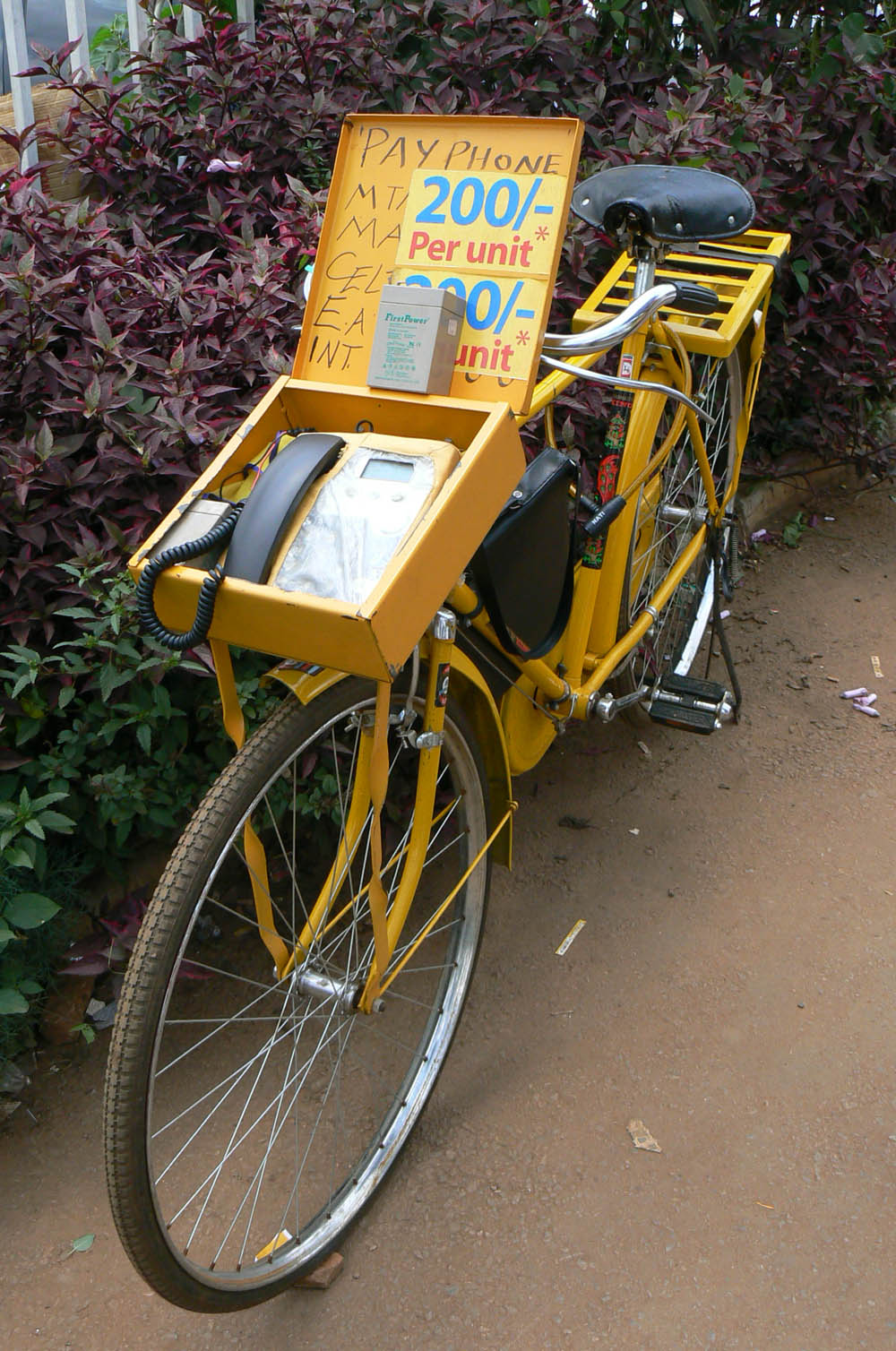
Таксофон установлен на велосипеде.

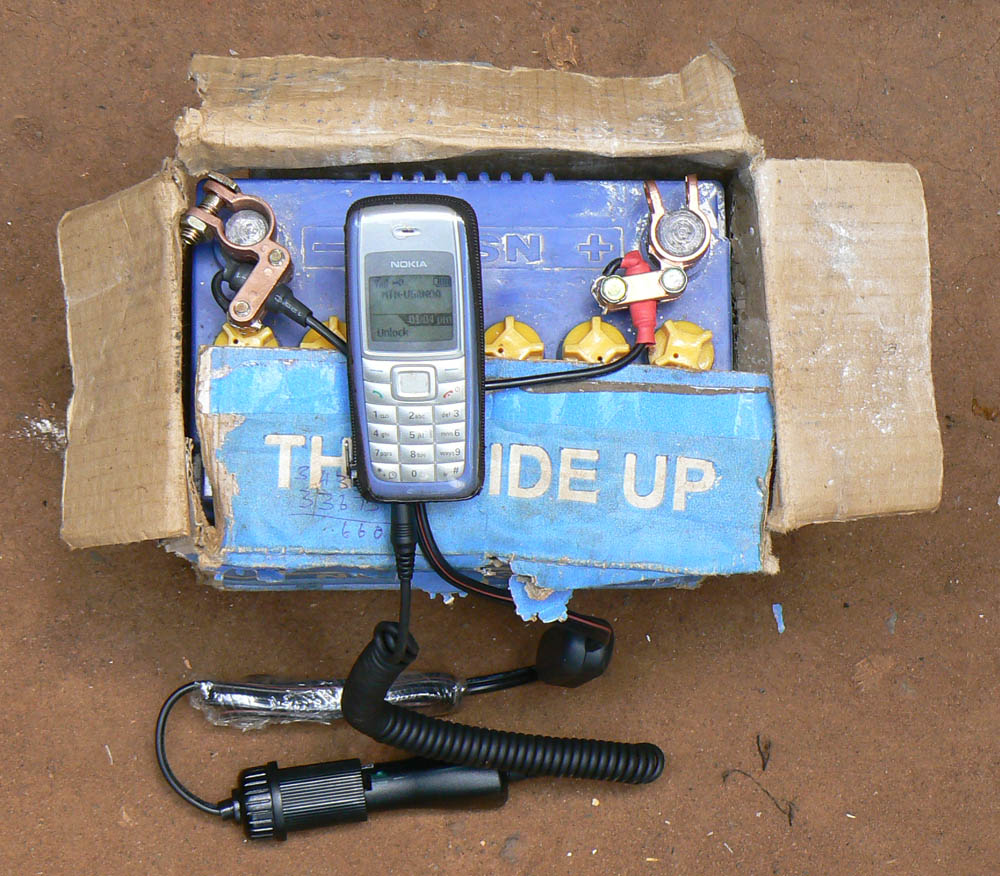
Сотовый телефон заряжается от автомобильного аккумулятора.

По состоянию на июнь 2018 года система телефонной связи была описана в справочнике ЦРУ как «разработанная на основе частного партнерства», с «более чем 1800 километров (1118 миль) волоконной оптики», а также сетью 4G, доступной в большинстве крупных городов и национальных парков, и услугой 3G, доступной в городских центрах второго уровня. По состоянию на 2004 год, Uganda Telecom (UT), Celtel и MTN Uganda Limited были тремя телекоммуникационными операторами, получившими лицензию Комиссии связи Уганды.
В 2018 году в Уганде насчитывалось 368 243 основных телефонных линии, что делает Уганду сто восьмой страной по числу стран, имеющих наибольшее количество основных телефонных линий. В 2016 году насчитывалось 22,8 миллиона мобильных телефонов, что делает Уганду пятьдесят четвертой страной по числу стран, имеющих наибольшее количество мобильных телефонов. Этот показатель увеличился по сравнению с 2006 годом, когда в Уганде было задействовано 108 600 основных телефонных линий, и с 2007 года, когда было задействовано 4,195 миллиона мобильных телефонов. К июню 2018 года общее число пользователей мобильной телефонной связи в Уганде составляло 23,6 миллиона человек, или 57,6 % от 41-миллионного населения страны, по информации ККУ.
По состоянию на март 2010 года телефонный трафик внутри страны осуществляется по проводам. Микроволновые радиотрансляционные и радиотелефонные станции связи используются также в бытовых телекоммуникациях, а фиксированные и мобильные сотовые системы используются для передачи данных на короткие расстояния.
По состоянию на март 2010 года международная телефонная связь обслуживается спутниками Intelsat и Inmarsat, а также аналоговыми линиями связи с Кенией и Танзанией. Международный код вызова: 256.

## Интернет
Домен верхнего уровня для Уганды .ug
В 2018 году в Уганде насчитывалось 18,149 миллиона пользователей Интернета, или 45,9 % населения (52-е место в мире). Это больше, чем 2,5 миллиона пользователей в 2008 году (64-е место в мире).
В 2012 году в Уганде было 36 332 абонента широкополосной связи (119-е место в мире), или 0,1 % населения (165-е место в мире) и 2.5 миллиона пользователей мобильной сети (58 место в мире) или 7,6 % от населения страны (99 в мире).
В 2006 году в Уганде насчитывалось 18 интернет-провайдеров. Операторы мобильной связи предоставляют угандийцам интернет-услуги наряду с провайдерами широкополосной сети.
MTN был первым мобильным оператором, предлагающим интернет-услуги в Уганде через GPRS, однако Orange (France Telecom) был первым, кто популяризировал мобильный Интернет, предлагая услуги 3G после выхода на рынок в 2009 году. Orange в конечном итоге избавилась от многих англоязычных рынков в Африке, и их угандийская операционная компания была куплена Africell Uganda в 2014 году.
Позже MTN развернула услуги мобильного интернета 3G после снижения доходов от традиционных голосовых и SMS-услуг. Warid, Zain, UTL и другие последовали его примеру. Позже Vodafone вышла на рынок как первый угандийский MVNO.
В Уганде также увеличилось число провайдеров проводной связи. Они в основном предлагают премиальные выделенные интернет-услуги бизнес-клиентам. Некоторые из известных интернет-провайдеров для бизнеса включают RokeTelecom, Onesolution, Smile Communication, Datanet, Liquid Telecom, Africa Online и другие. Они предлагают высокоскоростные интернет-услуги для корпоративных сервисов со скоростью от 0,5 Мбит / с до 5 Мбит/с, предлагая решения для подключения 4G LTE, Wimax, Fibre.
В декабре 2015 года Google запустила свою первую сеть WI-FI в Кампале.

### Интернет-цензура и слежка
В сентябре 2009 года OpenNet обнаружила мало или вообще не обнаружила доказательств фильтрации интернета во всех четырех областях (политическая, социальная, конфликт/безопасность и интернет-инструменты), по результатам тестирования.
Хотя в последние годы Уганда добилась больших технологических успехов, она все еще сталкивается с рядом проблем в получении доступной и надежной полосы пропускания Интернета. Из-за этого режим фильтрации, спонсируемый правительством, является главным препятствием для доступа к интернету. Незадолго до президентских выборов в феврале 2006 года ККУ заблокировала антиправительственный веб-сайт RadioKatwe, на тот момент единственный международный случай фильтрации интернета в Уганде.
Во время парламентских выборов 2016 года правительство распорядилось заблокировать социальные сети на 72 часа (18-21 февраля).
В июле 2018 года Уганда ввела налог на «сверхвысокие» услуги обмена сообщениями и голосовой связи, включая социальные сети. Пользователи должны платить комиссию в размере 200 шиллингов (около $0.06) ежедневно, чтобы воспользоваться этими услугами. Заявленная цель закона — обеспечить дополнительные государственные доходы и контролировать «сплетни», распространяемые на этих платформах. VPN-сервисы также были заблокированы, после того как ими воспользовались граждане для обхода налога. Amnesty International осудила этот налог как «явную попытку подорвать право на свободу выражения мнений». Использование интернета значительно упало после введения налога.

## Почтовая служба
По состоянию на 2004 год Uganda Post Limited была единственной почтовой службой, лицензированной Комиссией Связи Уганды в Уганде. С 2010 года Uganda Post Limited сменила свое название на Posta Uganda.

## Радио и телевидение
Угандийская радиовещательная корпорация является государственной радиовещательной станцией. В законе «О теле-радиовещании» Уганды 2004 года говорилось, что UBC должна финансироваться за счет взимания платы за телевизионную лицензию. Сбор лицензионного сбора в размере 20 000 шиллингов (около 8,40 евро или 10,80 доллара США) начался в 2005 году. Однако впоследствии сбор был остановлен президентом Йовери Мусевени. С тех пор было оказано давление на восстановление лицензионного сбора, чтобы сохранить независимость UBC.

## Газеты
Ежедневные газеты в Уганде включают The New Vision, Sunday Vision, The Daily Monitor, The Sunday Monitor, The Red Pepper, The Sunday Pepper, The Uganda Observer и The East African Business Week. The East African Procurement News — еженедельная деловая газета.

## Блоги
Блоги Все чаще используются в качестве средства коммуникации в Уганде. Доступные тарифы на передачу данных, растущее проникновение интернета и бесплатные блог-платформы, такие как Wordpress и Blogger, заставляют интернет-пользователей обращаться к блог-платформам для творческого самовыражения, комментирования текущих событий, информирования общественности т. п.